# Jan Romański
Jan Maria Romański (ur. 16 sierpnia 1894 w Kolbuszowej, zm. 10 sierpnia 1938 w Dębicy) – podpułkownik kawalerii Wojska Polskiego, działacz niepodległościowy.

## Życiorys
Urodził się w Kolbuszowej, w rodzinie Michała (1830–1912) i Bronisławy z Piątkowskich.
W 1914 wstąpił do Legionów Polskich. Został przydzielony do 3 kompanii V batalionu 1 pułku piechoty. Został ranny w bitwie pod Łowczówkiem. Od 27 grudnia tego roku przebywał w szpitalu w Nowym Targu, a następnie w Cieszynie. Jesienią 1915 został przeniesiony do 1 pułku ułanów, w którego szeregach odbył kampanię wołyńską. W 1917 został przeniesiony do 2 pułku ułanów, a po jego rozwiązaniu organizował POW w powiecie ropczyckim.
Od 1918 służył w 9 pułku ułanów, którego pokojowym garnizonem był Czortków, a później Trembowla. 1 czerwca 1921 pełnił służbę w Dowództwie Okręgu Generalnego „Lwów”, a jego oddziałem macierzystym był nadal 9 pułk ułanów. 3 maja 1922 został zweryfikowany w stopniu rotmistrza ze starszeństwem z dniem 1 czerwca 1919 i 331. lokatą w korpusie oficerów jazdy (od 1924 – kawalerii). W 1924 pełnił służbę w Centralnej Szkole Kawalerii w Grudziądzu, pozostając oficerem nadetatowym 9 pułku ułanów. 2 kwietnia 1929 został mianowany majorem ze starszeństwem z dniem 1 stycznia 1929 i 12. lokatą w korpusie oficerów kawalerii. W lipcu 1929 został przeniesiony do 19 pułku ułanów w Ostrogu na stanowisko kwatermistrza. Na stopień podpułkownika został mianowany ze starszeństwem z dniem 19 marca 1937 i 4. lokatą w korpusie oficerów kawalerii. Z dniem 31 lipca 1937 został przeniesiony w stan spoczynku. Zmarł 10 sierpnia 1938 w Dębicy. Dwa dni później został pochowany na miejscowym cmentarzu.

## Ordery i odznaczenia
- Krzyż Niepodległości – 4 listopada 1933 „za pracę w dziele odzyskania niepodległości”[13]
- Krzyż Kawalerski Orderu Odrodzenia Polski – 11 listopada 1936 „za zasługi w służbie wojskowej”[14]
- Krzyż Walecznych dwukrotnie[15]
- Srebrny Krzyż Zasługi – 10 listopada 1928[16][15]
- Medal Pamiątkowy za Wojnę 1918–1921[12]
- Medal Dziesięciolecia Odzyskanej Niepodległości[12]